# A Natale tutto è possibile
A Natale tutto è possibile (A Season for Miracles) è un film per la TV del 1999 diretto da Michael Pressman.

## Trama
Emilie è una ragazza che si occupa dei due nipoti, figli di sua sorella Berry che si trova in carcere con l'accusa di detenzione di droga. Vuole evitare che Ruth Doyle, assistente sociale, li dia in affidamento.
Alla fine Emilie decide di scappare con i bambini sulla sua vecchia auto, pur non avendo idea di cosa fare di preciso. I tre arrivano nella sonnecchiosa cittadina di Bethlehem, dove trascorrono la notte al riparo dalla rigida temperatura invernale in una casa abbandonata, in cui passeranno il Natale. L'agente di polizia Nathan Blair, credendo Emilie la proprietaria della casa, le presta aiuto. Tra i due nasce una simpatia destinata a trasformarsi in altro, non fosse che la verità emerge. Ma il lieto fine è garantito.